# Mại dâm nam

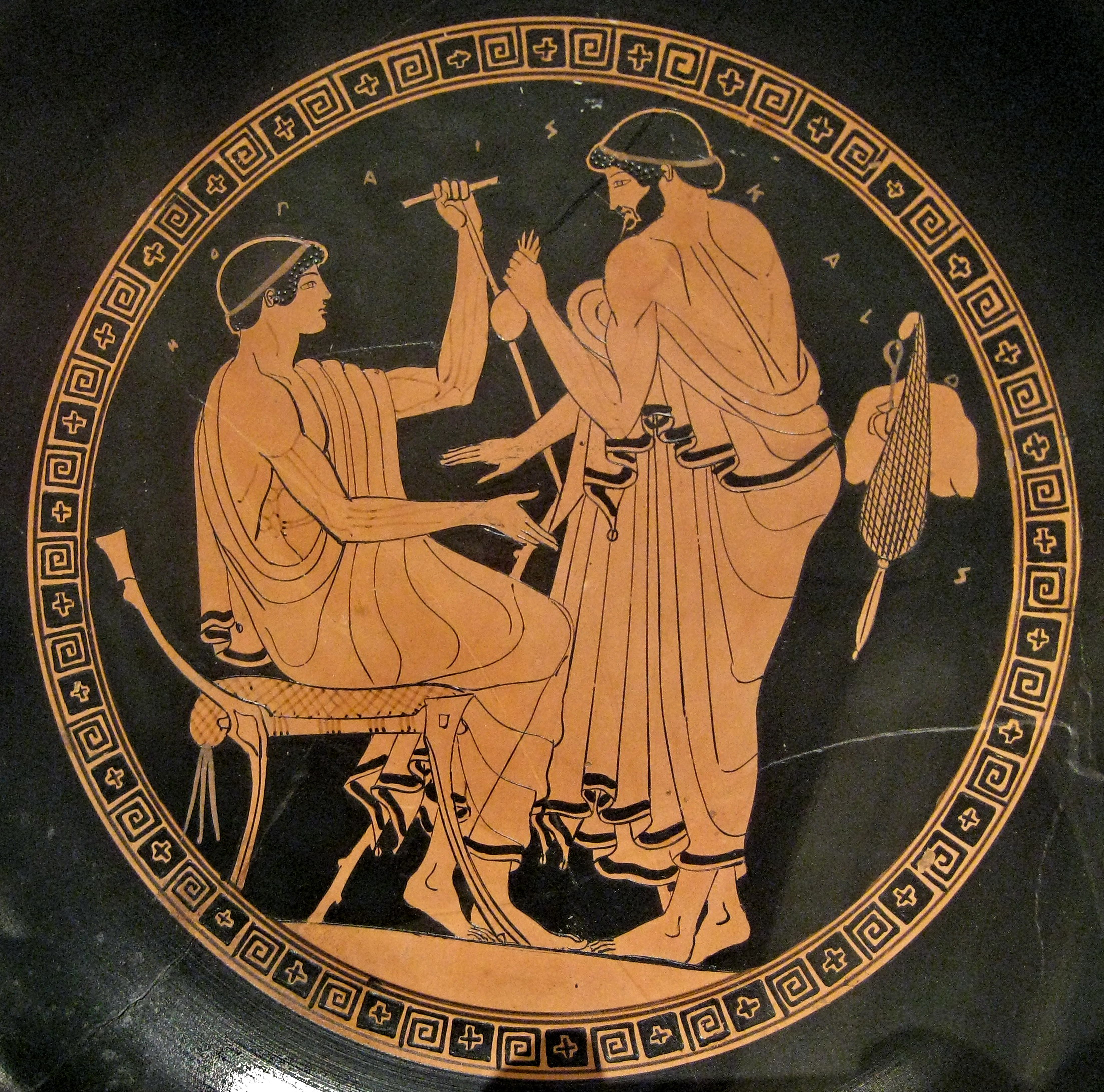
Bán dâm đổi lấy tiền

Mại dâm nam chỉ việc người đàn ông tham gia mại dâm để kiếm tiền, tương tự như gái mại dâm ở nữ giới. Thuật ngữ này chỉ đề cập đến những người đàn ông thực thụ đi bán dâm, không tính đến những người đàn ông làm phẫu thuật chuyển đổi giới tính để phục vụ nhu cầu mua dâm của một loại đối tượng khác.

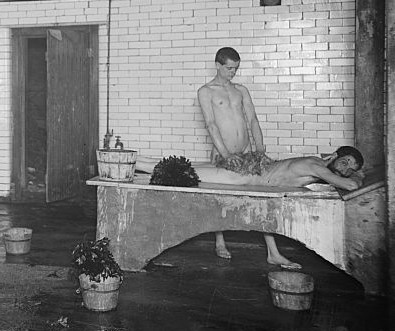
Nam phục vụ trong một nhà tắm kiểu Thổ Nhĩ Kỳ

## Tên gọi
Người đàn ông bán dâm có thể được gọi là trai mại dâm hoặc những tên gọi khác như trai bao, gọi một cách miệt thị là "đĩ đực", "trai gọi", "vịt", bánh mì, ở Philippine gọi là beach boy, ở Pháp, Hoa Kỳ, Úc gọi là gigolo

## Đặc điểm
Đây là những người đàn ông phục vụ thỏa mãn nhu cầu tình dục ngoài hôn nhân của phụ nữ, hoặc của dân đồng tính luyến ái để được trả tiền, thưởng hoặc được hưởng hoặc hứa hẹn sẽ được hưởng các lợi ích vật chất khác. Họ coi đó như một cách để kiếm tiền hoặc tăng thêm thu nhập cho mình.
Trái với suy nghĩ phổ biến, chỉ số ít mại dâm nam bán dâm cho phụ nữ. Đa số mại dâm nam bán dâm cho những người đàn ông đồng tính luyến ái.
Kết quả nghiên cứu của Cục Phòng chống tệ nạn xã hội, Bộ LĐ-TB&XH năm 2012, dựa trên cơ sở khảo sát 189 nam thanh niên mại dâm tại ba thành phố lớn là Hà Nội, Hải Phòng và TP.HCM cho biết:
- Độ tuổi hiện đang bán dâm: 25,9% từ 16-20 tuổi; 36% từ 21 - 25 tuổi; 20,6% từ 26 - 30 tuổi; 17,5% lớn hơn 30 tuổi.
- Độ tuổi bắt đầu làm mại dâm: 23% dưới 18 tuổi; 57,8% từ 19 - 24 tuổi; 15,5% từ 25 - 30 tuổi; 3,7% lớn hơn 30 tuổi.
- Học vấn: 30% học hết THCS; 45,2% học hết THPT, 19% có trình độ đại học, cao đẳng và 9% học hết tiểu học.
- 52,9% có công việc thu nhập khác ngoài mại dâm.
- Hiện tại đang hành nghề có 86,2% độc thân; 4,2% ly thân, ly hôn; 9,5% có vợ chồng hoặc chung sống như vợ chồng.
- Trước khi làm mại dâm: 92% độc thân; 5,3% đã kết hôn; 2,7% góa hoặc ly hôn; độ tuổi trung bình là 21,5 tuổi.
- 70,4% làm việc độc lập; 24,3% có người quản lý trong nhà hàng khách sạn, các địa điểm dịch vụ, cơ sở giải trí

Tương tự như gái mại dâm, trai mại dâm cũng bị xã hội xem là những người đàn ông lười biếng, không muốn lao động chân chính nhưng thích được hưởng thụ, muốn kiếm tiền nhanh chóng.

## Đối tượng
Tương tự như mại dâm nữ, mại dâm nam có người hành nghề chuyên nghiệp với việc "đứng đường bắt khách" vào các buổi tối, nhưng cũng có những người kiêm dưới dạng một nghề nghiệp khác, như hướng dẫn viên du lịch hoặc người mẫu, vũ công, tiếp tân ở quán bar, thậm chí có người vừa làm mại dâm nam vừa kiêm bảo kê gái mại dâm hay với những vị khách nữ lớn tuổi hoặc chồng đã qua đời.
Mại dâm nam với tên gọi beach boy và gigolo chỉ chọn khách hàng là nữ giới. Thu nhập của mại dâm nam cao hơn nhiều lần so với gái mại dâm, với lý do là những đối tượng liên quan tới hoạt động mại dâm nam chỉ bao gồm: môi giới, khách và trai gọi, trong khi mại dâm nữ còn có thêm chủ chứa và bảo kê.
Đa số "trai bao" chỉ từ 18 đến 25 tuổi, không có nghề nghiệp ổn định hoặc có nhưng lương thấp. Không chỉ là trai tân, trong số họ có cả những người đã có gia đình, vợ con, đi xa nhà làm ăn và theo con đường này.
Tần suất đi khách của mại dâm nam với người khách cùng giới có thể tới 5 lần/ngày. Theo khảo sát của Bộ Lao động thương binh xã hội Việt Nam đầu năm 2012, trung bình một ngày nam giới mại dâm làm việc 5,4 giờ, một tháng làm việc khoảng 19 ngày, thu nhập trung bình 6,55 triệu đồng. Thu nhập của gái mại dâm gấp 2,5 lần nhóm thu nhập cao. Trong giới mại dâm nam, nhiều người có đời sống tinh thần bế tắc, thậm chí thường có ý định tự tử hoặc đi bán dâm không phải vì tiền mà để trả thù đời, trả thù người tình...
Dụng cụ bán dâm, mỗi mại dâm nam thường mang theo nhiều bao cao su, các loại máy rung và thuốc kích thích.
Mại dâm nam tại Việt Nam có trình độ học vấn cao hơn mại dâm nữ, với phần lớn từ trung học phổ thông đến đại học

## Khách của mại dâm nam

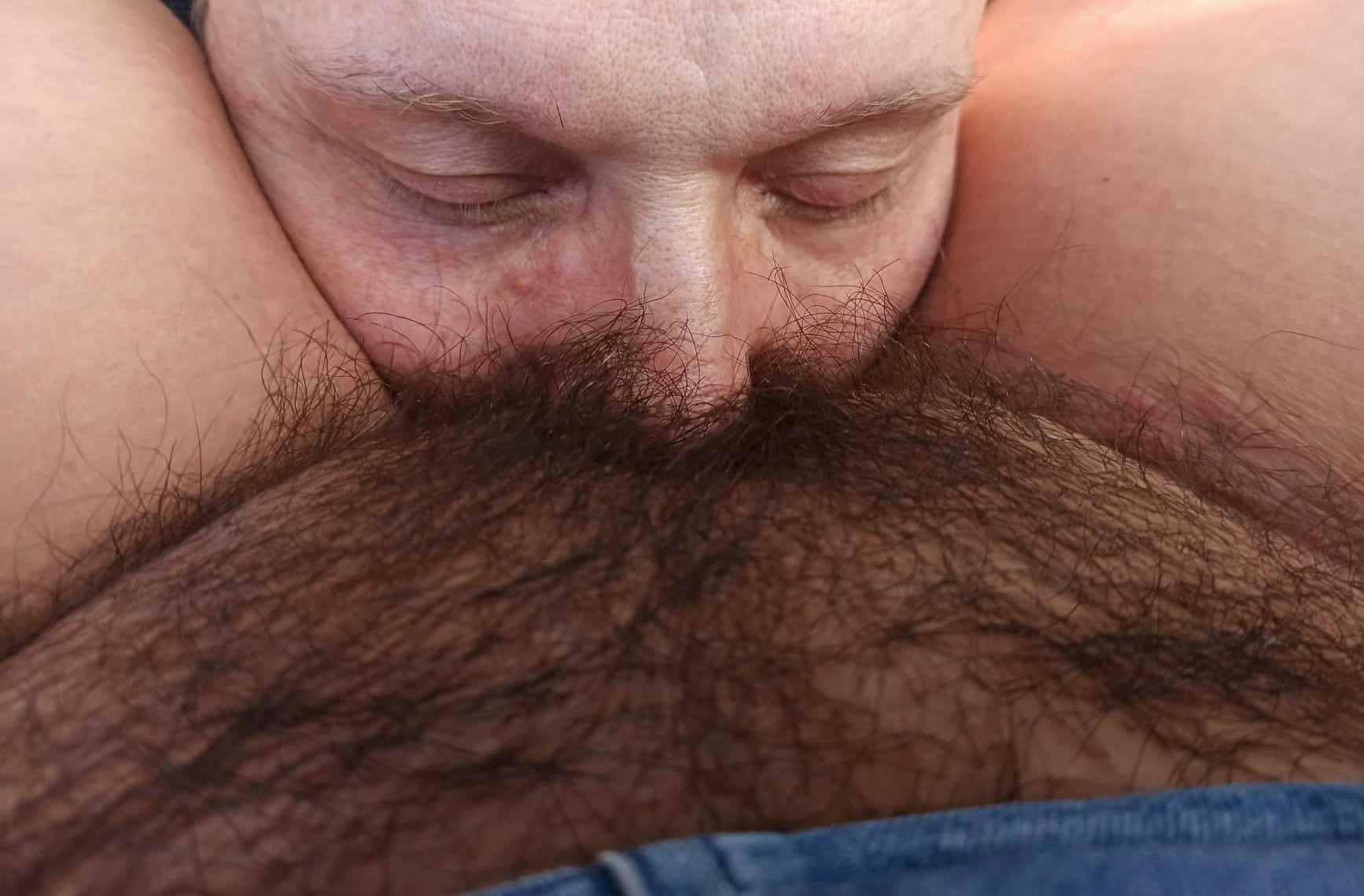
phụ nữ trưởng thành có thể được phục vụ bởi gái mại dâm

Theo báo cáo của Chính phủ Việt Nam và Liên hợp quốc về Bình đẳng giới năm 2011, chỉ có 11,6% nam giới bán dâm quan hệ với người khác giới. Hơn một nửa số nam giới hoạt động mại dâm chỉ quan hệ với người cùng giới (51,4%) và 37% có quan hệ với cả hai giới. Như vậy khách hàng chính của mại dâm nam là người đồng tính chiếm tỷ lệ cao hơn nhiều so với phụ nữ.
Khách chơi của mại dâm nam có một bộ phận lớn là những khách nam đồng tính luyến ái, quan hệ bằng các đường miệng, hậu môn, tay và thường không dùng bao cao su vì dùng bao cao su gây vướng víu, chất bôi trơn ít không khoái cảm nên họ có nguy cơ lây nhiễm AIDS cao. Quan hệ của họ có thể kèm theo việc cùng nhau sử dụng ma túy.  Chính vì điều này khiến một số đối tượng đã lợi dụng để thực hiện hành vi phạm tội.
Một bộ phận khác trong số khách mua dâm là những phụ nữ đứng tuổi (tuổi trên 30, đa số là các bà tuổi từ 40 đến 55, đang vào tuổi hồi xuân), có điều kiện kinh tế và có nhu cầu sinh lý. Khi có nhu cầu họ thường chủ động đi tìm bạn tình, thường là các quán bar hay những nơi tụ điểm mại dâm nam tập kết.
Một số ít là phụ nữ có chồng, nhưng người chồng hoặc là có vấn đề rắc rối về chức năng tình dục như bị bệnh liệt dương, xuất tinh sớm, suy yếu sinh lý...; hoặc là chồng không quan tâm đến vấn đề chăn gối với vợ, ngoại tình... Một loại khác là phụ nữ sẵn về kinh tế và nhàn rỗi. Khách mua dâm thế hệ mới là những phụ nữ hoàn toàn ý thức được việc mình làm, ý thức và làm chủ cuộc sống của họ. Họ là người học thức, thành đạt, có địa vị trong xã hội, chọn lối sống độc thân, có đầy đủ tiện nghi vật chất, không muốn dính dáng đến một người đàn ông dù đó là nhân tình hay ràng buộc qua hôn nhân, đa số không muốn mang thai và sinh con nhưng họ lại muốn hưởng khoái lạc của tình dục. Đối với họ, việc giao hợp là để hưởng lạc chứ không phải với mục đích sinh sản hay truyền giống. Trong quan hệ giữa mại dâm nam và khách nữ có khi xảy ra bạo hành.
Một nam mại dâm cho biết: Hầu hết khách hàng nữ của anh ta đều trên 40 tuổi và có nhiều tiền. Tuy nhiên, không chỉ phụ nữ đứng tuổi mà khách hàng của mại dâm nam có cả những cô gái trẻ chỉ ngoài 20 tuổi.
Tâm lý khách hàng chỉ thích những người mới nên những người hành nghề mại dâm nam phải chịu khó di chuyển từ nơi này đến nơi kia để có nhiều khách.
Thị trường mại dâm nam không chỉ giới hạn tại những nước phương Tây mà đã lan sang nhiều nước Đông Âu, châu Á và đặc biệt là tại Nhật và Hàn Quốc.

## Pháp luật
Cũng như mại dâm nữ, mại dâm nam tại Việt Nam là bất hợp pháp. Bên cạnh các quy định khá chặt chẽ trong việc xử lý các đối tượng hoạt động mại dâm nữ bất hợp pháp thì mại dâm nam bất hợp pháp vẫn chưa được pháp luật điều chỉnh. Theo định nghĩa của Pháp lệnh phòng chống mại dâm năm 2003 thì: "Mại dâm là hành vi mua dâm, bán dâm. Bán dâm là hành vi giao cấu của một người với người khác để được trả tiền hoặc lợi ích vật chất khác; mua dâm là hành vi của người dùng tiền hoặc lợi ích vật chất khác trả cho người bán dâm để được giao cấu". Căn cứ vào điều luật này thì cơ quan chức năng không có chế tài xử lý mại dâm đồng tính, bởi giao cấu được hiểu là quan hệ tình dục giữa nam và nữ, còn quan hệ giữa nam với nam thì không thuộc phạm vi điều chỉnh.

## So sánh với mại dâm nữ
Mại dâm nam khó hơn nhiều so với mại dâm nữ, vì gái mại dâm không cần nhu cầu hay cảm hứng sinh lý cũng có thể quan hệ được với nhiều khách làng chơi, trong khi các trai gọi phải có được ham muốn tình dục và kích thích thần kinh cương cứng dương vật mới thực hiện được (trừ trường hợp trai bao bán dâm cho khách nam đồng tính). Gái bán dâm có thể quan hệ với hàng chục khách trong một ngày, trong khi mại dâm nam có thể chỉ quan hệ được với 2-3 khách mà thôi.